# Bernd Motte
Bernd Motte (10 gennaio 1956) è un allenatore di pallacanestro tedesco.

## Carriera
Ha guidato la Germania ai Campionati mondiali del 1998 e a tre edizioni dei Campionati europei (1995, 1997, 1999).